# 久枝円
久枝 円（ひさがえ まどか、1979年1月11日 - ）は、日本の女子フェンシング選手。2004年アテネオリンピック、2008年北京オリンピック日本代表選手。

## 概要
熊本県出身。中学校の頃の先輩が高校に進学した後に始めたのを見て、その先輩にフェンシングを勧められ自身も興味を持ち競技を始めた。